# Сайонджи Кинмочи
Сайонджи Кинмочи (на японски: 公望西園寺, по английската система на Хепбърн: Saionji Kinmochi) е японски политик и държавник, 2 пъти министър-председател.
Близък приятел на император Мейджи, той запазва влияние и върху двамата му наследници – Йошихито и Хирохито. Убеден либерал и привърженик на демократическите ценности и парламентарна демокрация, Сайонджи Кинмочи е сред малкото японски управници опитали се да се противопоставят и ограничат влиянието на военните върху политиката. Въпреки това обаче той продължава експанзионистичната политика на предшествениците си на Азиатския континент и установява равноправни договорни отношения между Япония и Великите сили.

## Ранни години
Сайонджи Кинмочи е роден на 23 октомври 1849 г. в старо благородническо семейство, клон на рода Фудживара. Баща му Токудайджи Кинито (Токудайджи Киндзуми) заемал поста министър на правосъдието, а по-големият му брат Токудайджи Санецуне бил министър на императорския двор при император Мейджи. По-младият брат на Кинмочи – барон Мицуко Кичидзаемон се оженил в 1892 г. за Мицуко Сумитомо и положил основите на един от най-големите японски концерни – „Сумитомо“. През 1852 г. Кинмочи е осиновен от друго знатно семейство – Сайонджи, което било сред деветте най-приближени до императорския двор благороднически фамилии. В детските си години Кинмочи носел името Боичиро, а по-късно използвал и Тоан. Младият Кинмочи трябвало често да посещава императорския дворец, за да си играе с престолонаследника Муцухито, който по-късно седнал на японския трон под името Мейджи. От това време датира и близкото приятелство между двамата, което оказва и значително влияние върху политическата кариера на Кинмочи. В последните години от управлението на шогуната Токугава Сайонджи вече има сериозно влияние в императорския двор и започва постепенно да проявява интерес към активната политика. В сраженията между силите на шогуната и поддържащите императора кланове Таба и Фушими, младият благородник привлича вниманието на Томоми Ивакура със своята енергичност, впоследствие участва в боевете при Саншин и Хокурики, подчинявайки тези райони на императора. След Реставрацията Мейджи той е назначен за съветник (санъйо) в новото правителство. Скоро след това става губернатор на Ниигата, но не се задържа дълго на поста, тъй като заминава да учи в чужбина. През 1871 г. Сайонджи пристига в Париж и се записва в Сорбоната, откъдето се дипломира в 1874 г. Там негов състудент е бъдещият френски премиер Жорж Клемансо. Във Франция Сайонджи се запознава и проявява сериозен интерес към идеите на либерализма и демокрацията, и след завръщането си в родината се прочува едва ли не като „радикал“. През 1881 г. основава училището „Мейджи хорицу гакко“, което става предшественик на бъдещия университет „Мейджи“, и се заема с преподавателска дейност. Същата година, заедно със състудентите си от Франция Тьомин Накае и Масахиса Мицуда, основава всекидневника „Тойо джию шимбун“ („Източен свободен вестник“), на който става главен редактор. Това издание е проводник на идеята за установяване на демокрация и либерални права и свободи в Япония, и скоро си спечелва врагове в лицето на официалните власти. Министърът на правосъдието Томоми Ивакура се опитва да убеди Сайонджи да се откаже от издаването на вестника, но това става едва след като е помолен лично от императора.

## Политическа кариера
Политическата философия на Сайонджи е силно повлияна от неговия произход – той е убеден привърженик на идеята, че императорът трябва да стои настрана от политиката, където основна роля трябва да играе парламентът и правителството. Това обаче му спечелва множество врагове, особено в армейските среди. Сайонджи е обвиняван и от националистите като „глобалист“. През 1882 г. Сайонджи Кинмочи е в делегацията, съпровождаща премиера Хиробуми Ито при обиколката му в Европа, а след завръщането си в Япония през 1883 г. отново е назначен за съветник. От 1885 до 1888 г. е посланик в Австро-Унгария, а между 1888 и 1891 г. – в Германия. В новосъздадения парламент Сайонджи е зам.-председател на Горната камара и съветник в Тайния съвет при императора. Във второто и третото правителство на Хиробуми Ито той заема поста министър на образоването и е сред най-горещите привърженици на идеята за модернизация на образователната система, предлагайки да се смекчи прекалено националистическото възпитание в училищата. В 1895 г., изпълнявайки функцията на външен министър, Сайонджи води преговори с посланиците на Русия, Франция и Германия по условията за връщане на окупирания от японците Ляонински полуостров под властта на Китай. В 1900 г. Сайонджи застава начело на Тайния съвет, а същата година е сред първите членове на създадената от Хиробуми Ито партията Риккен сейюкай. В 1903 г. Сайонджи сменя Ито на поста председател на тази партия.

### Първо правителство на Сайонджи
На 7 януари 1906 г. Сайонджи Кинмочи е назначен за министър-председател. За мнозина това назначение е случайно и той е смятан за временен премиер. Самото правителство е призвано да успокои страната след авторитарното управление на Таро Кацура и в известна степен успява в това си начинание. Като цяло през първото управление на Сайонджи настъпва известна либерализация на вътрешнополитическия живот, разрешено е дори създаването на социалистическа партия. Първоначално това се разглежда като победа на либералните сили, но скоро премиерът дава да се разбере, че няма намерение да скъсва с политическата линия на предшествениците си. Той, както и военният министър Хисачи Тераучи, не се отказват от по-нататъшните планове за експанзия на континента. По настояване на военните, Сайонджи убеждава парламента да увеличи бюджета за армията три път, въоръжаването продължава, национализирани са железниците. През управлението на Сайонджи обаче се забелязват и първите признаци на криза в икономиката на страната, а пресата започва да го упреква в неефективност в борбата му срещу социалистите. Всичко това довежда до неговата оставка, представена на императора на 14 юли 1908 г.

### Второ правителство на Сайонджи
Второто правителство на Сайонджи Кинмочи (30 август 1911 – 21 декември 1912), също както и първото, е назначено, за да се успокои обществото след поредното управление на Таро Кацура. В стремежа си да установи контрол над работническото движение кабинетът съдейства за неговото организиране в т.нар. „Общество на дружбата“. Сблъсквайки се с финансови трудности, кабинетът на Сайонджи взема решение да преразгледа сроковете на програмата за въоръжаване, приета от правителството на Кацура и съкращава значително разходите за построяването на два военни кораба и формирането на две нови дивизии в Корея. Независимо от това обаче, кабинетът не се отказва от експанзионистичната си политика в Китай. През октомври 1911 г., когато избухва Синхайската революция, мнозинството от министрите на Сайонджи, подкрепени от военните, вземат решение да изпратят войски на континента. Единствено намесата на Великите сили, които се противопоставят категорично на едностранна японска интервенция в Китай, осуетява плановете на кабинета в Токио. При този кабинет на Сайонджи Япония сключва равноправни търговски договори с всички Велики сили, а на 13 юли 1911 г. е подписан третият съюзен договор с Великобритания. Заради политика си за съкращаване на военните разходи и отказа за интервенция в Китай, правителството на Сайонджи е критикувано остро от висшето армейско командване, а от премиера е поискано „да се поправи пред сгъстяващите се облаци и заплахата от война“. В знак на протест срещу съкращаването на военните разходи, министърът на войната Юсаку Юехара подава оставка, а вследствие на саботаж от страната на армията, не е намерен негов заместник. Така острата борба в правителството по военните въпроси и отношението към Синхайската революция в Китай в крайна сметка водят до неговото падане от власт.

## Късни години
Скоро след оставката си като министър-председател Сайонджи е назначен за генро от новия император Йошихито (1912). През 1913 г., когато движението за защита на конституцията е в разгара си и в него участва и партията на Сайонджи, императорът се обърнал към стария политик, с молба да овладее ситуацията. Тъй като Сайонджи не успява да се справи, през 1914 г. е сменен на председателския пост в Риккен сейюкай от бившия министър на вътрешните работи в предишните му кабинети Такаши Хара. През 1919 г. Сайонджи оглавява японската делегация на Парижката мирна конференция, но поради влошеното си здраве не успява да вземе активно участие в работата си. Там той е избран сред зам.-председателстващите конференцията и получава прозвището „мълчаливият партньор“, тъй като почти не се изказва по европейските въпроси. Подкрепяйки Англия и САЩ по въпросите, засягащи Европа и Африка, Сайонджи настоява за удовлетворяване претенциите на Япония в Китай и тихоокеанските острови, принадлежащи на Германия. В 1920 г. Сайонджи подкрепя японската интервенция в съветския Далечен изток, но впоследствие настоява за изтегляне на императорските войски, смятайки тази кампания за безперспективна. След убийството в 1921 г. на министър-председателя Такаши Хара и смъртта на двамата генро Ямагата и Мацуката, политическите позиции на Сайонджи сериозно западат и през следващите години той не участва активно в политическия живот, макар в качеството си на генро да има влияние върху правителството и назначаването на министър-председателя. След встъпването през 1925 г. на престола на новия император Хирохито, и до смъртта си, Сайонджи е смятан за ветеран и неофициален старейшина сред държавните дейци на Япония. През тези години той се опитва да ограничи влиянието на военните върху младия Хирохито и особено да го предпази от въвличане на страната в широкомащабна военна кампания в Източна Азия. След убийството на 15 май 1932 г. на премиера Цуйоши Инукаи и постепенното преминаване на властта в ръцете на военните, Сайонджи губи все повече влияние върху владетеля и политиката в страната, и в крайна сметка повече не се противопоставя на милитаристичните планове на Токио. Отбелязвайки в 1937 г. 88-годишния си юбилей, Сайонджи заявява пред събралите се да го почетат: „Сега, когато си мисля за Такайоши Кидо, Тошимичи Окуба, Хиробуми Ито, Такааки Като и дори по-малко талантливия Такаши Хара, спомням си, че всички те бяха много способни хора... Оплаквайки сега отсъствието на компетентни водачи, ние разбираме, че това е истинска национална криза“. Последните си години Сайонджи Кинмочи прекарва в Шимидзу. Умира на 24 ноември 1940 г. в Окицу. Вилата му в Мейджимура (префектура Аичи) e къща музей.